# بيدمهر (فتح أباد)
بیدمهر (بالفارسية: بیدمهر) هي قرية تقع في إيران في Fathabad Rural District. يقدر عدد سكانها بـ 51 نسمة بحسب إحصاء 2016.